# Bondorola
Bondorola är en ort i Burkina Faso.   Den ligger i regionen Cascades, i den sydvästra delen av landet, 400 km sydväst om huvudstaden Ouagadougou. Bondorola ligger 291 meter över havet och antalet invånare är 615.
Terrängen runt Bondorola är platt, och sluttar österut. Runt Bondorola är det ganska glesbefolkat, med 27 invånare per kvadratkilometer.. Närmaste större samhälle är Naniagara, 13,9 km väster om Bondorola. 
Omgivningarna runt Bondorola är huvudsakligen savann.